# Ravnik (Šentrupert, Slovenija)
Ravnik je naselje u slovenskoj Općini Šentrupertu. Ravnik se nalazi u pokrajini Dolenjskoj i statističkoj regiji Jugoistočnoj Sloveniji. 

## Stanovništvo
Prema popisu stanovništva iz 2002. godine naselje je imalo 77 stanovnika.